# San José Huipana
San José Huipana es una población urbana del municipio de José Sixto Verduzco, Michoacán, México. Según el censo de 2020 tiene una población de 3434 habitantes.